# Episodi di Cherif (terza stagione)
La terza stagione della serie televisiva Cherif è stata trasmessa sul canale francese France 2 dall'8 gennaio al 5 febbraio 2016.
In Italia è andata in onda dal 12 dicembre 2016 al 9 gennaio 2017 su Giallo.
| nº | Titolo originale            | Titolo italiano              | Prima TV Francia | Prima TV Italia  |
| -- | --------------------------- | ---------------------------- | ---------------- | ---------------- |
| 1  | Thérapie mortelle           | Terapia mortale              | 8 gennaio 2016   | 12 dicembre 2016 |
| 2  | Le cri du silence           | Urla del silenzio            | 8 gennaio 2016   | 12 dicembre 2016 |
| 3  | Témoin gênant               | Disturbi di memoria          | 15 gennaio 2016  | 19 dicembre 2016 |
| 4  | À la folie                  | I veri eroi non riposano mai | 15 gennaio 2016  | 19 dicembre 2016 |
| 5  | Un ami d'enfance            | Un amico d'infanzia          | 22 gennaio 2016  | 26 dicembre 2016 |
| 6  | Chantages                   | Ricatti                      | 22 gennaio 2016  | 26 dicembre 2016 |
| 7  | Jusqu'à la dernière seconde | Fino all'ultimo secondo      | 29 gennaio 2016  | 2 gennaio 2017   |
| 8  | Sans appel                  | Senza appello                | 29 gennaio 2016  | 2 gennaio 2017   |
| 9  | Les jeux sont faits         | Nel mirino                   | 5 febbraio 2016  | 9 gennaio 2017   |
| 10 | Rien ne va plus             | Nel baratro                  | 5 febbraio 2016  | 9 gennaio 2017   |

## Terapia mortale
- Titolo originale: Thérapie mortelle
- Diretto da: Akim Isker
- Scritto da: Mehdi Ouahab, Lionel Olenga e Marine Gacem

### Trama
Il noto psicologo Antoine Bazin viene trovato ammanettato al fondo della piscina nel giardino della sua villa. Nel corso delle indagini i due capitani vengono affiancati da Tom Duval, famoso attore di serie televisive in cerca di esempi reali per il suo prossimo film. Dopo aver scoperto il ritorno di fiamma tra Kader e Deborah, Adeline riprende il suo distacco iniziale nei confronti di Cherif.

## Urla del silenzio
- Titolo originale: Le cri du silence
- Diretto da: Akim Isker
- Scritto da: Baptiste Filleul, Marine Gacem e Lionel Olenga

### Trama
David Manin, ricco funzionario di banca, viene accoltellato a morte all'interno della sua abitazione, nella quale è stato inscenato un furto. Il ritrovamento di un apparecchio acustico conduce ad un istituto per sordi dove lavora Elisabeth, la moglie della vittima, sopravvissuta all'aggressione riportando solo lievi ferite. Pierre non reagisce bene alla relazione tra i due ex coniugi Cherif, nonostante questa sia ormai giunta al termine. Sarah chiede aiuto ad Adeline quando viene trovata ubriaca dalla polizia durante una festa diventata un po' troppo molesta.

## Disturbi di memoria
- Titolo originale: Témoin gênant
- Diretto da: Vincent Giovanni
- Scritto da: Caroline Black, Rebecca Beaucler, Marine Gacem e Lionel Olenga

### Trama
Durante una corsa in città, Kader vede una donna finire nel fiume Saona a seguito di un'aggressione sulla passerella Saint-Vincent. Cercando di intervenire viene investito. In stato confusionale raggiunge l'ospedale, dove gli viene diagnosticata un'amnesia degli ultimi cinque anni. Cherif sceglie di non dire nulla ai colleghi per non essere messo da parte nel lavoro. Intanto vicino al fiume viene trovato il corpo di una ventenne incinta che portava con sé la foto di una persona in sedia a rotelle.

## I veri eroi non riposano mai
- Titolo originale: À la folie
- Diretto da: Vincent Giovanni
- Scritto da: Pascal Perbet, Tristan Petitgirard, Lionel Olenga e Marine Gacem

### Trama
Nella casa di riposo per poliziotti dove Kader è in convalescenza, una paziente con problemi psichici sostiene che un uomo mascherato ha tentato di strangolarla. Nel frattempo Sarah sorprende Quentin baciarsi con la sua ex.

## Un amico d'infanzia
- Titolo originale: Un ami d'enfance
- Diretto da: Julien Zidi
- Scritto da: Yannick Hervieu, Cécile Leclere, Clélia Constantine, Lionel Olenga e Marine Gacem

### Trama
Il corpo senza vita di Astrid Gansard, conservatrice del museo dei tessuti, viene trovata nel deposito della struttura avvolta in un arazzo e con una ferita alla testa. Il duro atteggiamento della donna nei confronti di sottoposti, artisti e sostenitori del museo fornisce un'ampia serie di sospettati. In sostituzione dell'assente Stéphanie, Baudemont viene affiancato da una nuova collega, Christelle Laurent. Sarah intanto prepara a suo padre una vera sorpresa.

## Ricatti
- Titolo originale: Chantages
- Diretto da: Julien Zidi
- Scritto da: Baptiste Filleul, Marine Gacem e Lionel Olenga

### Trama
In un appartamento di rue du Bois il portiere trova il cadavere del fotografo Stanislas Archambault bloccato all'interno della sauna. Nell'abitazione vengono trovati alcool, droga e 10.000 Euro, mentre mancano computer e macchina fotografica. Si ripetono gli incontri tra Sarah e suo nonno, durante i quali Kader e Farid hanno modo di confrontarsi dopo tanti anni. Continuano i misteriosi messaggi e telefonate di Adeline.

## Fino all'ultimo secondo
- Titolo originale: Jusqu'à la dernière seconde
- Diretto da: Akim Isker
- Scritto da: Lionel Olenga, Marine Gacem

### Trama
Al commissariato si stanno girando alcune scene del nuovo film di Tom Duval. Al termine delle riprese nello spogliatoio viene trovato il corpo senza vita di Christophe Revel, l'assistente personale di Duval, con un numero scritto a penna sulla mano. L'indagine è una lotta contro il tempo prima che gli ispettori inviati dalla questura assumano la titolarità del caso. Adeline continua a celare a Cherif la sua relazione con Pascal Garnier.

## Senza appello
- Titolo originale: Sans appel
- Diretto da: Vincent Giovanni
- Scritto da: Cécile Leclere, Yannick Hervieu, Marine Gacem e Lionel Olenga

### Trama
Un cadavere giace sul marciapiede di Rue de l'Alma, vicino alla scuola di Sarah: si tratta di Luc Hermann, professore supplente di chimica. La sua vettura è piena di pacchi, l'uomo stava traslocando in fretta e furia. La figlia Clementine racconta ai capitani che era riuscita a ritrovarlo solo da poco tempo, dopo che aveva lasciato la famiglia senza spiegazioni quando lei aveva tre anni. È ormai imminente la festa di compleanno di Baudemont e Adeline ha qualche perplessità ad andarci con Pascal, anche se la loro relazione ormai è di dominio pubblico.

## Nel mirino
- Titolo originale: Les jeux sont faits
- Diretto da: Julien Zidi
- Scritto da: Marine Gacem e Lionel Olenga

### Trama
Fuori dalla stazione di polizia un motociclista spara a Deborah (mancandola) e ad un uomo (uccidendolo). Senza un legame tra le vittime e non riuscendo a capire chi fosse il bersaglio designato, Kader e Adeline seguono ogni pista. La vittima, Paul Blanchard, era il custode di un cantiere per imbarcazioni e poco prima aveva cercato di mettersi in contatto con la polizia. Nel frattempo Pascal considera la possibilità di cambiare la propria vita lavorativa.

## Nel baratro
- Titolo originale: Rien ne va plus
- Diretto da: Julien Zidi
- Scritto da: Lionel Olenga, Marine Gacem

### Trama
Al cantiere, il motociclista che ha attentato alla vita di Deborah uccide Bertrand Monnier dopo averlo obbligato a telefonare a Cherif. Mentre Joël e Christelle scortano la Atlan e la sua famiglia fuori dall'appartamento di Kader, la donna riconosce per un istante un uomo appostato fuori casa. In un momento così difficile per il suo collega, Adeline viene forzata a prendere una decisione riguardo alla sua vita con Pascal.
| Controllo di autorità | BNF (FR) cb450721084 (data) |